# Расточи (Салаж)
Расточи (рум. Răstoci) насеље је у Румунији у округу Салаж у општини Иљанда. Oпштина се налази на надморској висини од 229 m.

## Становништво
Према подацима из 2002. године у насељу је живело 170 становника, од којих су сви румунске националности.